# General Roca
General Roca è una città di circa 82 000 abitanti che si trova nel centro sud dell'Argentina, nel Dipartimento di General Roca nella Provincia di Rio Negro.

## Storia
La città è stata fondata nel 1879 e deriva il proprio nome in memoria del generale Julio Argentino Roca. Nella città ha trovato ospitalità una comunità di immigrati europei, perlopiù francesi e tedeschi.

## Geografia fisica

### Clima
Secondo la classificazione dei climi di Köppen il clima di General Roca è arido freddo
| Dati meteo General Roca    | Mesi | Mesi | Mesi | Mesi | Mesi | Mesi | Mesi | Mesi | Mesi | Mesi | Mesi | Mesi | Anno  |
| Dati meteo General Roca    | Gen  | Feb  | Mar  | Apr  | Mag  | Giu  | Lug  | Ago  | Set  | Ott  | Nov  | Dic  | Anno  |
| -------------------------- | ---- | ---- | ---- | ---- | ---- | ---- | ---- | ---- | ---- | ---- | ---- | ---- | ----- |
| T. max. media (°C)         | 40,8 | 39,8 | 38,5 | 32,2 | 27,5 | 25,6 | 23,8 | 27,6 | 32,8 | 36,0 | 38,5 | 40,0 | 33,6  |
| T. media (°C)              | 31,0 | 29,9 | 27,0 | 21,8 | 16,5 | 13,0 | 12,9 | 15,9 | 19,0 | 23,8 | 27,4 | 30,0 | 22,4  |
| T. min. media (°C)         | 12,8 | 11,7 | 8,9  | 5,0  | 2,5  | −0,7 | −1,3 | −0,2 | 2,8  | 6,1  | 9,6  | 12,1 | 5,8   |
| Precipitazioni (mm)        | 18,2 | 10,1 | 14,8 | 16,7 | 22,2 | 16,9 | 15,0 | 10,4 | 80,2 | 17,1 | 11,9 | 16,1 | 249,6 |
| Umidità relativa media (%) | 41   | 47   | 53,5 | 61,0 | 70,0 | 63,0 | 69,0 | 58,0 | 52,5 | 46,5 | 44,0 | 40,0 | 53,8  |

## Infrastrutture e trasporti

### Strade
La principale via d'accesso alla città è la strada nazionale 22, una delle principali vie di comunicazione della Patagonia e che unisce General Roca alle province di Neuquén, La Pampa e Buenos Aires.